# Rockliffe Fellowes
Pour les articles homonymes, voir Fellowes.
Rockliffe Fellowes, né à Ottawa (Ontario) le 17 mars 1883 et mort à Los Angeles le 28 janvier 1950, est un acteur américain.

## Biographie
Rockliffe Fellowes est apparu principalement dans les films muets et est probablement mieux connu aujourd'hui pour son rôle du gangster Joe Helton dans Monnaie de singe (Monkey Business, 1931) de et mettant en vedette les Marx Brothers.
Après avoir suivi une carrière quelques années dans les affaires, il l'abandonne pour le théâtre en 1907 puis pour le cinéma où il est notamment le héros rédempteur dans le film de gangsters Regeneration (1915) de Raoul Walsh.
Il a été marié à l'actrice de théâtre Lucile Watson et a pris sa retraite d'acteur en 1934.

## Filmographie
- 1915 : Regeneration de Raoul Walsh : Owen, à 25 ans
- 1916 : Where Love Leads : Richard Warren
- 1917 : The Bondage of Fear : John Randolph
- 1917 : The Web of Desire : John Miller

- 1917 : Man's Woman : Roger Kendall

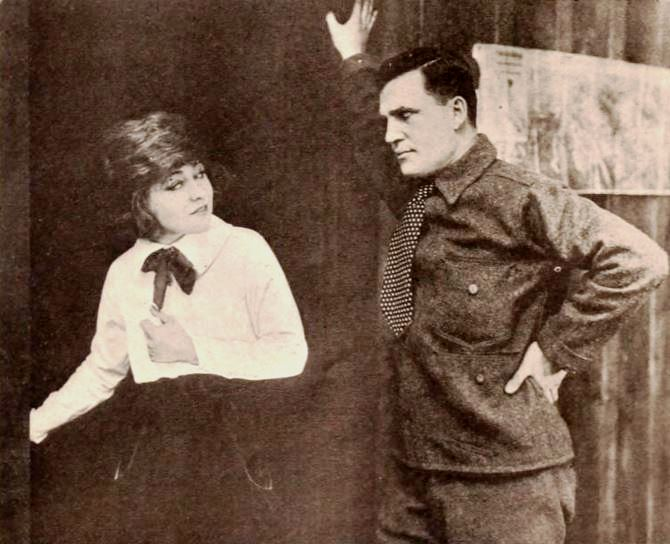
Dans The Man Hunt

- 1917 : The Easiest Way : John Madison
- 1918 : The Wasp : Harry Cortland / Tim Purcell
- 1918 : The Man Hunt : James Ogden
- 1918 : Friend Husband : Don Morton
- 1918 : The Panther Woman : Garon Bourke
- 1920 : The Cup of Fury : Davidge
- 1920 : In Search of a Sinner : Jack Garrison
- 1920 : Yes or No ? de Roy William Neill : Jack Berry
- 1920 : The Point of View : David Lawrence
- 1920 : Pagan Love : Dr. Hardwick
- 1921 : Possession (The Price of Possession) : Jim Barston (un coureur de brousse) / Jim Barston (héritier du manoir Barston)

- 1921 : Bits of Life : Tom Levitt
- 1922 : Island Wives : Hitchens

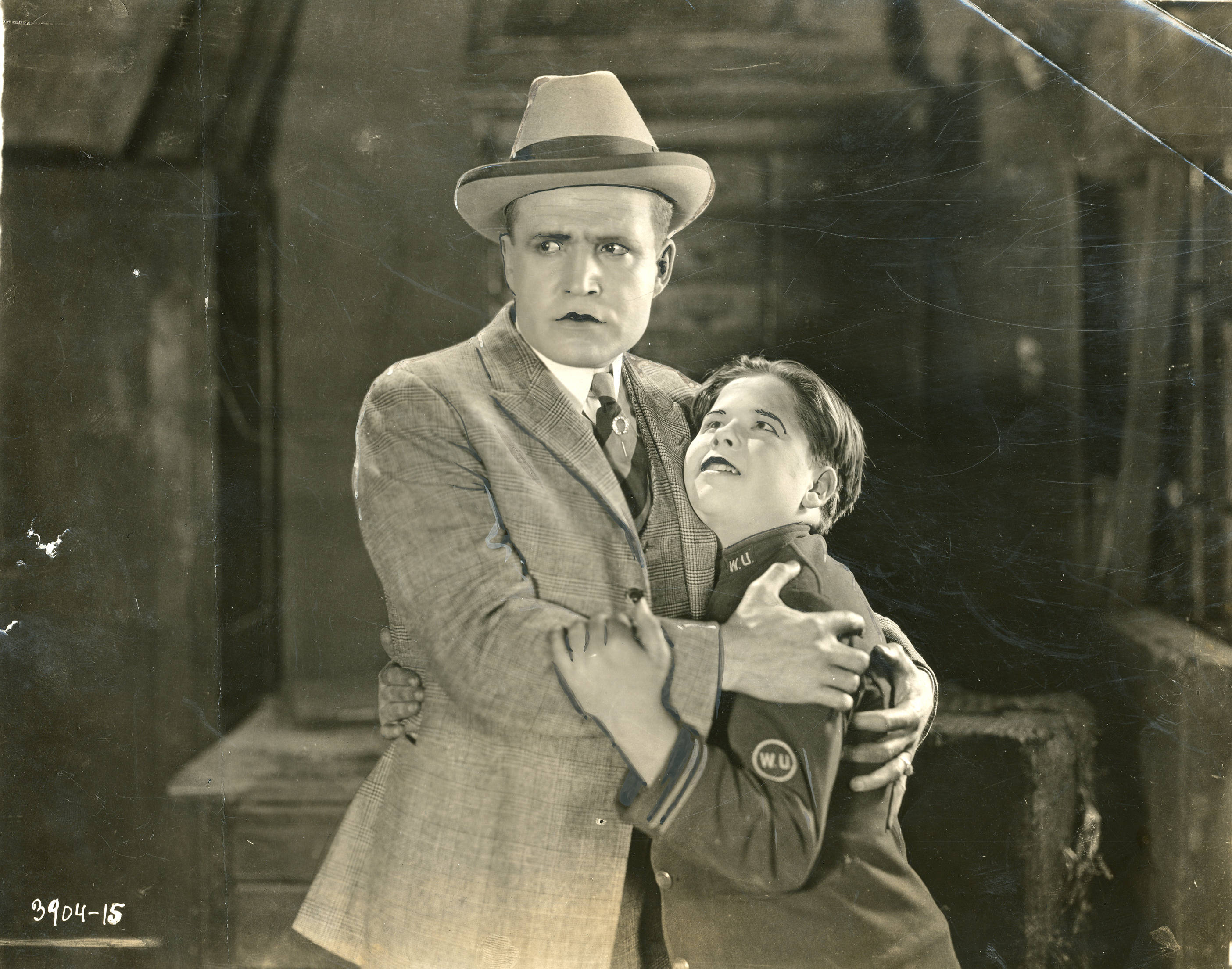
Dans Trifling with Honor

- 1922 : The Strangers' Banquet : Angus Campbell
- 1923 : The Remittance Woman : George Holt
- 1923 : Trifling with Honor : Gas-Pipe Kid / Bat Shugrue
- 1923 : Penrod and Sam : Mr. Schofield
- 1923 : La Brebis égarée (The Spoilers) de Lambert Hillyer : Matthews
- 1923 : Boy of Mine : Dr. Robert Mason
- 1924 : Flapper Wives : Stephen Carey
- 1924 : Borrowed Husbands : Dr. Langwell
- 1924 : Missing Daughters : John Rogers
- 1924 : Le Veilleur du rail (The Signal Tower) : Dave Taylor
- 1924 : Cornered : Jerry, the Gent
- 1924 : Les Loups de la frontière (The Border Legion) : Kells
- 1924 : Le Jardin des plaisirs (The Garden of Weeds) de James Cruze : Phillip Flagg

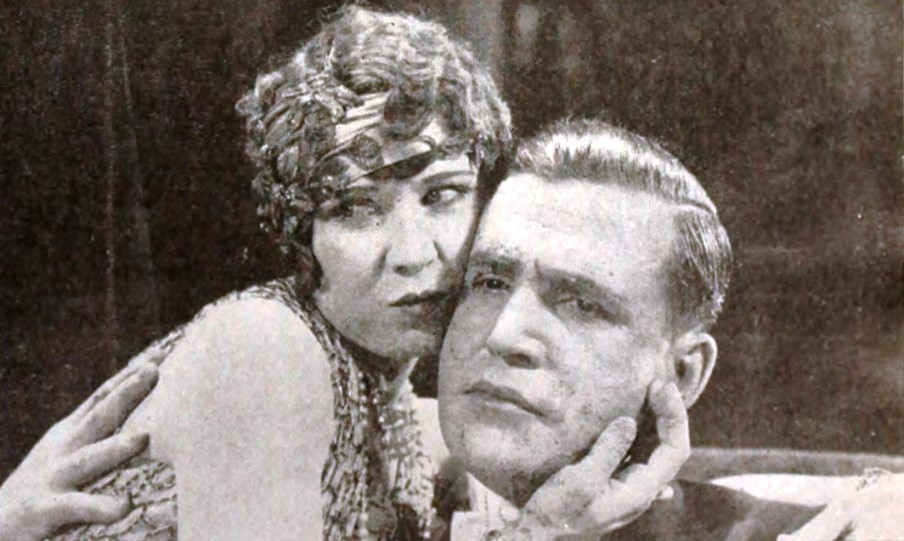
Dans Without Mercy

- 1925 : À l'ombre des pagodes (East of Suez) de Raoul Walsh : Harry Anderson
- 1925 : Déclassé : Sir Bruce Haden
- 1925 : L'Or rouge (The Golden Princess) de Clarence G. Badger
- 1925 : Without Mercy : Sir Melmoth Craven
- 1925 : Rose of the World : Clyde Bainbridge
- 1925 : Counsel for the Defense : Harrison Blake
- 1926 : Rocking Moon : Nick Nash
- 1926 : L'Ombre qui descend (The Road to Glory) d'Howard Hawks : Del Cole
- 1926 : Silence : Phil Powers
- 1926 : Honesty - The Best Policy : Nick Randall
- 1926 : La Reine du jazz (Syncopating Sue) : Arthur Bennett
- 1926 : The Third Degree : Underwood
- 1927 : Taxi-girl (The Taxi Dancer) de Harry F. Millarde : Stephen Bates
- 1927 : Le Dernier Refuge (The Understanding Heart) de Jack Conway : Bob Mason
- 1927 : The Satin Woman : George Taylor
- 1927 : The Crystal Cup : John Blake
- 1929 : The Charlatan : Richard Talbot
- 1930 : Les Révoltés (Outside the Law) : Police Captain Fred O'Reilly
- 1931 : The Vice Squad : Detective-Sergeant Mather
- 1931 : Monnaie de singe (Monkey Business) de Norman Z. McLeod : Joe Helton
- 1931 : Ladies of the Big House : Martin Doremus
- 1932 : Hotel Continental : Tierney
- 1932 : Le Bel Étudiant (Huddle) de Sam Wood : Mr Stone
- 1932 : The All-American : Gelt
- 1932 : Renegades of the West : Curly Bogard
- 1932 : Lawyer Man : Kovaks
- 1932 : Vingt Mille Ans sous les verrous (20,000 Years in Sing Sing) de Michael Curtiz : Friend Helping Tommy
- 1933 : The Phantom Broadcast (en) de Phil Rosen : Joe Maestro
- 1933 : Rusty Rides Alone : Bart Quillan
- 1933 : La Soie écarlate (en) (The Silk Express) de Ray Enright : Silk Man on Phone
- 1934 : Back Page : John Levings